# Wierciny
Wierciny (niem. Horstenbusch) – wieś w Polsce położona w województwie pomorskim, w powiecie nowodworskim, w gminie Nowy Dwór Gdański na obszarze Wielkich Żuław Malborskich nad Nogatem. W latach 1945–1946 wieś nosiła nazwę Krzewiny.
Wieś komornictwa zewnętrznego Elbląga w XVII i XVIII wieku. W latach 1975–1998 miejscowość administracyjnie należała do województwa elbląskiego.